# Roland Marchisio
Pour les articles homonymes, voir Marchisio.
 (octobre 2018).
Roland Marchisio est un acteur et humoriste français, né le 16 janvier 1960 dans les Bouches-du-Rhône.

## Biographie
À l'âge de vingt ans, il quitte les Bouches-du-Rhône pour Paris[réf. nécessaire].

## Filmographie

### Télévision
- 1998 - 2001 : Blague à part (série) de Daive Cohen et Éric Laugérias : Mike Lespinasse
- 1997 : La Basse-cour de Christiane Lehérissey : Doumé
- 1996 : Le Crabe sur la banquette arrière de Jean-Pierre Vergne
- 1996 : Les Cordier, juge et flic, épisode La mémoire blessée : Ardouini
- 1996 : Les Bœuf-carottes, épisode Sonia : Tony
- 1998 : Commissaire Moulin, épisode 36 quai des ombres : Serge Ranko
- 1998 : Maintenant et pour toujours de Joël Santoni, Daniel Vigne : Perez
- 2001 : Maman à 16 ans de Didier Bivel : père de Julia
- 2004 : Un petit garçon silencieux de Sarah Lévy : client hostile
- 2004 : Une femme dans l'urgence de Emmanuel Gust : Cross
- 2004 : Julie Lescaut, épisode Un meurtre peut en cacher un autre : François Duras
- 2004 : La Crim', épisode Ivresse mortelle : Scanilescu
- 2004 : Haute coiffure de Marc Rivière : Antoine
- 2004 : Un homme presque idéal de Christiane Lehérissey : Antoine
- 2005 : Les Cordier, juge et flic, épisode Angela : M. Roger
- 2005 : Faites comme chez vous ! (série) d'Arnaud Gidoin : Christian Costa
- 2006 : Au crépuscule des temps de Sarah Lévy : le truand
- 2008 : Central Nuit, épisode Cauchemars : Vrai Meyer
- 2009 : PJ, épisode Dérive : Gilles Desforges
- 2010 : Les Bougon, épisode Justice pour tous : Bignon
- 2011 : R.I.S Police scientifique, épisode Temps mort : Cerdan
- 2011 : Les Belles-sœurs de Gabriel Aghion : Franck
- 2011 : Camping Paradis, épisode Ça décoiffe au camping de François Guérin : Paul
- 2012 : Trafics, épisode L'affaire Sikelec : M. Ardouin
- 2013 : La Croisière (série) de Pascal Lahmani : Paul Fagondo
- 2013 - 2016 : Plus belle la vie : Jean-Louis Lieber
- 2014 : Le sang de la vigne, épisode Chaos dans le vin noir : André Chiche
- 2018 : Le Temps des égarés de Virginie Sauveur : Le juge
- 2019 : Un si grand soleil : Gabriel Lévy
- 2019 : Camping Paradis, épisode Mariage au Paradis : Régis
- 2021 : Scènes de ménages : un ami de Camille et Philippe
- 2022 : L'Amour (presque) parfait de Pascale Pouzadoux : Bernard
- 2022 : Lycée Toulouse-Lautrec : M. Perrichon
- 2023 : Les Capone se marient : Victor
- 2024 : Les Capone attendent un bébé : Victor

### Cinéma
- 1994 : Casque bleu de Gérard Jugnot : Freddy
- 1995 : Va mourire de Nicolas Boukhrief : Raoul
- 1996 : Oui d'Alexandre Jardin : Hervé
- 1996 : Fallait pas !... de Gérard Jugnot
- 1997 : Assassin(s) de Mathieu Kassovitz
- 1998 : Le Plaisir (et ses petits tracas) de Nicolas Boukhrief
- 1998 : Bimboland d'Ariel Zeitoun : infirmier
- 1999 : Toni de Philomène Esposito : Pippo
- 1999 : Les Parasites de Philippe de Chauveron : l'acteur pas comédien
- 2000 : Antilles sur Seine de Pascal Légitimus : flic
- 2002 : Fais-moi des vacances de Didier Bivel : policier
- 2002 : Monsieur Batignole de Gérard Jugnot : gardien
- 2003 : Livraison à domicile de Bruno Delahaye : oncle de Marilyn
- 2004 : Malabar Princess de Gilles Legrand : le bijoutier
- 2005 : Espace Détente de Bruno Solo et Yvan Le Bolloc'h : Bertrand Crépon / Gilbert Crépon
- 2005 : Le Courage d'aimer de Claude Lelouch : spectateur avant-première
- 2005 : Le Démon de midi de Marie Pascale Osterrieth : médecin
- 2006 : Écoute le temps de Alanté Kavaïté : M. Viel
- 2008 : La Jeune Fille et les Loups de Gilles Legrand : gendarme
- 2009 : Rose & Noir de Gérard Jugnot : l'artificier
- 2010 : Les Aventures extraordinaires d'Adèle Blanc-Sec de Luc Besson : le commissaire de police
- 2010 : Tête de turc de Pascal Elbé : fonctionnaire de police
- 2013 : Hôtel Normandy de Charles Nemes : brigadier chef
- 2018 : Les Tuche 3 d'Olivier Baroux : le ministre de l'éducation nationale
- 2025 : La Tournée de Florian Hessique : Lucien

## Théâtre

### Auteur
- 1994 : Tout baigne ! de Aude Thirion, Roland Marchisio, Eric Laborie, Pascal Elbé, Bob Martet, Marie-Isabelle Massot, mise en scène Jacques Décombe, théâtre Grévin
- 2010 : La Monnaie de la pièce de Didier Caron et Roland Marchisio, mise en scène Didier Caron au théâtre Michel

### Comédien
- 1994 : Tout baigne ! de Aude Thirion, Roland Marchisio, Eric Laborie, Pascal Elbé, Bob Martet, Marie-Isabelle Massot, mise en scène Jacques Décombe, théâtre Grévin
- 1995 : Tout baigne ! de Aude Thirion, Roland Marchisio, Eric Laborie, Pascal Elbé, Bob Martet, Marie-Isabelle Massot, mise en scène Jacques Décombe, théâtre du Splendid Saint-Martin
- 2001 : Plus Vraie que Nature de Martial Courcier, mise en scène Didier Caron, Véronique Barrault, théâtre du Splendid Saint-Martin
- 2002 : Futur conditionnel de Xavier Daugreilh, mise en scène Nicolas Briançon, théâtre Tristan Bernard
- 2002 : Un air de famille d'Agnès Jaoui et  Jean-Pierre Bacri,
- 2003 : Portrait de famille de Denise Bonal, mise en scène Marion Bierry, théâtre de Poche Montparnasse, nomination aux Molières meilleur comédien dans un second rôle.
- 2003 : Jimmy d'Alain Didier-Weill, mise en scène Marion Bierry, Festival Nava Château de Serres
- 2003 : ... Comme en 14 ! de Dany Laurent, mise en scène Yves Pignot, Pépinière Opéra, théâtre Montparnasse, Théâtre 13
- 2003 : Portrait de famille de Denise Bonal, mise en scène Marion Bierry, théâtre de Poche Montparnasse
- 2005 : Stationnement alterné de Ray Cooney, mise en scène Jean-Luc Moreau, théâtre de la Michodière
- 2006 : Fermeture définitive de Pierre-Antoine Durand, Benjamin Bellecour, mise en scène Stephan Meldegg, théâtre La Bruyère
- 2007 : Les Belles-sœurs d'Éric Assous, mise en scène Jean-Luc Moreau, Théâtre Saint-Georges
- 2008 : Les poissons ne meurent pas d'apnée d'Emmanuel Robert-Espalieu, mise en scène Christophe Lidon, théâtre Marigny
- 2009 : Chat et souris de Ray Cooney, mise en scène Jean-Luc Moreau, théâtre de la Michodière
- 2009 : Gros Mensonges de Luc Chaumar, mise en scène Corinne Boijols, Comédie Bastille
- 2010 : Bed and Breakfast de Joe O'Byrne, mise en scène Cerise Guy, théâtre 14 Jean-Marie Serreau
- 2010 : Kramer contre Kramer d'Avery Corman, mise en scène Didier Caron et Stéphane Boutet, théâtre des Bouffes-Parisiens
- 2011 : Une autre vie de Brian Friel, mise en scène Benoît Lavigne, théâtre La Bruyère
- 2011 : Mon meilleur copain d'Éric Assous, mise en scène Jean-Luc Moreau, théâtre des Nouveautés
- 2012 : Le Paratonnerre de Jean-Loup Horwitz, mise en scène Jean-Loup Horwitz, théâtre Montreux-Riviera
- 2013 : Les 39 marches, mise en scène Eric Metayer, théâtre La Bruyère
- 2014 : Hier est un autre jour ! de Sylvain Meyniac et Jean-François Cros, mise en scène Éric Civanyan, tournée
- 2014 : Mon ex de Luc Chaumar, mise en scène Roland Marchisio, Festival d'Avignon off
- 2015 : C'est elle ou moi! de et mise en scène Roland Marchisio, tournée
- 2017 : Folle Amanda, de Pierre Barillet et Jean-Pierre Grédy, mise en scène Marie-Pascale Osterrieth, Théâtre de Paris puis théâtre Antoine
- 2017 - 2018 : Au revoir... et merci! de Bruno Druart, mise en scène Didier Brengarth, tournée
- 2018 : Quoi d'neuf docteur? de Maxime, mise en scène Roland Marchisio, théâtre Daunou
- 2019 : Dans la peau d'un superman de Dorothy Greene, mise en scène Olivier Macé, tournée
- 2021 - 2022 : Boeing Boeing de Marc Camoletti, mise en scène Philippe Hersen, tournée
- 2025 : Secret de famille d'Éric Assous, mise en scène Philippe Hersen, tournée